# Recent Researches in the Music of the Classical Era
Recent Researches in the Music of the Classical Era ist eine Editionsreihe mit Musik der Klassik, die seit 1975 erscheint. Sie wurde unter dem Titel Recent Researches in the Music of the Pre-Classical, Classical, and Early Romantic Eras begonnen. Ihre ersten beiden Bände waren die Selected Works for Keyboard von Armand-Louis Couperin. Derzeitiger General Editor ist Neal Zaslaw. Die Reihe enthält Musik aus der Zeit der Klassik.

## Inhaltsübersicht
- 1–2. Armand-Louis Couperin. Selected Works for Keyboard
- 3. Carl Friedrich Abel. Six Selected Symphonies
- 4.–5. Giovanni Battista Viotti. Four Violin Concertos
- 6. Christoph Nichelmann. Clavier Concertos in E Major and A Major
- 7. Thomas Linley Jr. Anthem: Let God Arise
- 8. Ignaz Josef Pleyel. Periodical Symphonies Numbers 1 and 14
- 9. Johann Adolf Hasse. L’artigiano gentiluomo, or Larinda e Vanesio
- 10. Carlo d’Ordonez. String Quartets, Opus 1
- 11. Joseph Anton Steffan. Piano Concerto in B-flat
- 12. Michael Haydn. Missa in Honorem Sanctae Ursulae
- 13. Franz Benda. Six Sonatas for Solo Violin and Continuo with Embellished Versions
- 14. Antonio Bartolomeo Bruni. Caprices & Airs variés and Cinquante Études
- 15. Johann Christoph Friedrich Bach. Four Early Sinfonias
- 16. Florian Leopold Gassmann. Selected Divertimenti à tre and à quattro
- 17.–18. Johann Vanhal. Six Symphonies
- 19.–20. Ten Italian Violin Concertos from Fonds Blancheton
- 21. Franz Christoph Neubauer. Chamber Music
- 22.–23. Vicente Rodríguez. Toccatas for Harpsichord (Thirty Sonatas and a Pastorela, 1744)
- 24. Georg Joseph Vogler. Pièces De Clavecin (1798) and Zwei und Dreisig Präludien (1806)
- 25. Tommaso Giordani. Three Quintets for Keyboard and Strings
- 26. Johann Wilhelm Hertel. Keyboard Concertos in E-flat Major and F Minor
- 27. Joseph Martin Kraus. Der Tod Jesu
- 28. Johann Christoph Friedrich Bach. Four Late Sinfonias
- 29. François Martin. Motets for One and Two Voices with instruments
- 30.–31. Antonio Rosetti. Five Wind Partitas: Music for the Oettingen-Wallerstein Court
- 32.–33. Early Viennese Chamber Music with Obbligato Keyboard
- 34. Giovanni Battista Sammartini. Il pianto delle pie donne
- 35.–36. Pierre van Maldere. Six Symphonies a più strumenti, Opus 4
- 37. Giovanni Benedetto Platti. Two Keyboard Concertos
- 38. Maddalena Sirmen. Three Violin Concertos
- 39. Antonio Salieri. Mass in D Major
- 40. Orchestral Music in Salzburg, 1750–1780
- 41. Josef Mysliveček. Three Violin Concertos
- 42. Leopold Koželuh. Six String Quartets, Opus 32 and Opus 33
- 43. Pierre Gaviniés. Six Sonatas for Violin and Basso Continuo, Opus 1
- 44. Jean-François Tapray. Four Symphonies Concertantes for Harpsichord and Piano with Orchestra ad libitum
- 45. Ballet Music from the Mannheim Court: Part I
- 46. Gian Francesco de Majo. Ifigenia in Tauride (1764)
- 47. Ballet Music from the Mannheim Court: Part II
- 48. Marianna von Martines. Dixit Dominus
- 49. Carlo Graziani. Sonatas for Violoncello and Basso
- 50. Jean-Jacques Rousseau. Le devin du village
- 51. Antonio Brioschi. Six Symphonies
- 52. Ballet Music from the Mannheim Court: Part III
- 53. Four Viennese String Quintets
- 54. Pierre Gaviniés. Six Sonatas for Two Violins, opus 5
- 55. George Wenzel Ritter. Six Quartets for Bassoon and Strings
- 56. Franz Asplmayr. Six Quatuors Concertantes, opus 2
- 57. Ballet Music from the Mannheim Court: Part IV
- 58. Thomas Linley Jr. The Song of Moses
- 59. Étienne Ozi. Six duos pour deux bassons
- 60. Josef Mysliveček. Isacco figura del redentore
- 61. Carlo Tessarini. Twelve Violin Concertos, Opus 1
- 62., 63. John Marsh. Symphonies
- 64. Pierre Gaviniés. Six Sonatas for Violin and Basso Continuo, Opus 3
- 65. Antonio Salieri. Mass in D Minor
- 66. Arias for Nancy Storace, Mozart’s First Susanna
- 67. Giovanni Battista Sammartini. Four Concertos
- 68. Girolamo Abos. Stabat Mater (1750)
- 69., 70. Six Orchestral Serenades from South Germany and Austria
- 71. Three Masses from Vienna: A Cappella Masses by Georg Christoph Wagenseil, Georg Reutter, and Leopold Hofmann
- 72. Arias for Francesco Benucci: Mozart’s First Figaro and Guglielmo
- 73. Christian Cannabich. Ballet Music Arranged for Chamber Ensemble
- 74. John Travers. Eighteen Canzonets for Two and Three Voices
- 75. Johann Friedrich Grenser. Landsby Mölleren i Provence (Les Meunièrs provencaux)
- 76. Der Stein der Weisen
- 77. Lucile Grétry. Le Mariage d’Antonio
- 78. Peter Hänsel. Three String Quartets, Opus 5
- 79. Friedrich Reichardt. Claudine von Villa Bella
- 80. Ludwig van Beethoven. Piano Concerto in E-flat Major, WoO 4
- 81. Der wohltätige Derwisch
- 82. Pierre Gaviniés. Three Sonatas for Violin, Opus posth.
- 83. Carlo Graziani. Twelve Sonatas for Violoncello and Basso, Opp. 1 and 2
- 84. Arias for Vincenzo Calvesi, Mozart’s First Ferrando
- 85., 86. Domenico Cimarosa. L’infedeltà fedele
- 87. Paul Wranitzky. Six Sextets for Flute, Oboe, Violin, Two Violas, and Cello
- 88. Stanley Sadie. Completions of Mozart Aria Fragments
- 89. Joseph Schubert. Viola Concerto in E-flat Major
- 90. Joseph Riepel. Violin Concertos